# Isabelle Camus
Pour les articles homonymes, voir Camus.
Isabelle Camus, 22 janvier 1965, est une réalisatrice et productrice de télévision et comédienne française.

## Biographie
Elle est la fille du producteur Jean-Claude Camus.
Elle réalise en 1999 l'adaptation française avec Jean Dujardin et Alexandra Lamy de la populaire série québécoise Un gars, une fille,.

## Vie privée
Entre 2003 et l'été 2020, Isabelle Camus est en couple Yannick Noah avec qui elle a un fils, Joalukas, né en juin 2004.

## Filmographie

### Actrice
- 1985 : Y a pas le feu...[6]
- 2002 : Un gars, une fille : rôles additionnels[6]

### Productrice
- 1995 : La nuit des stars à Monte Carlo[6]
- 1999 : Un gars, une fille[6]